# Хоџалински рејон
Хоџалински рејон (азер. Xocalı rayonu, јерм. Խոջալուի շրջան), једна је од 78 административно-територијалних јединица Азербејџана, који се у целости налази под контролом самопроглашене државе Нагорно-Карабах. Административни центар рејона се налази у граду Хоџали.
Хоџалински рејон обухвата површину од 970 km² и има 25.332 становника (подаци из 1991). 